# Championnat National 1 A 1999/2000
Die Saison 1999/2000 des Championnat National 1 A war die 26. Ausspielung der französischen Frauenfußballmeisterschaft seit der offiziellen Anerkennung des Frauenfußballs durch die FFF, den Fußballverband Frankreichs, im Jahr 1970 und der ersten Austragung in der Saison 1974/75. Das Championnat National 1 A wurde im reinen Ligamodus in einer aus einer einzigen Gruppe bestehenden, zwölf Teams umfassenden frankreichweiten höchsten Liga ausgetragen. Bei den französischen Fußballspielerinnen handelte es sich zu dieser Zeit offiziell noch um reine Amateure.
Die Vorjahressiegerinnen des Toulouse Olympique Aérospatial Club konnten ihren Erfolg wiederholen und gewannen somit ihren zweiten Meistertitel.

## Qualifikation und Austragungsmodus
Für die Teilnahmeberechtigung wurde ausschließlich das Abschneiden in der Vorsaison berücksichtigt; qualifiziert waren die neun bestplatzierten Frauschaften des Vorjahres sowie drei Aufsteiger aus der in drei regionale Gruppen aufgeteilten zweiten Division (Championnat National 1 B). Somit umfasste die erste Liga in dieser Saison folgende Teilnehmer:
- aus dem Norden: Juvisy FCF, US Orléans, Aufsteiger Olympique Saint-Memmie,
- aus dem Westen: ESOF La Roche, Aufsteiger Stade Quimper, der umbenannte Saint-Brieuc FF, ASJ Soyaux, Titelverteidiger Toulouse OAC
- aus dem Süden: SC Caluire Saint-Clair, Aufsteiger FC Félines Saint-Cyr, FC Lyon, Entente Montpellier Le Crès

Die Meisterschaft bestand aus zwei Phasen. Zunächst wurde eine doppelte Punkterunde gespielt, in der jeder Verein in Heim- und Auswärtsspiel gegen jeden anderen antrat. Es galt die im französischen Amateurfußball bis ins 21. Jahrhundert hinein übliche „modifizierte Drei-Punkte-Regel“ mit vier Punkten für einen Sieg, zwei für ein Unentschieden und einem für eine auf dem Spielfeld errungene Niederlage; bei Punktgleichheit gab zunächst der direkte Vergleich und anschließend gegebenenfalls die bessere Gesamt-Tordifferenz den Ausschlag. Am Ende der Saison mussten die drei Tabellenletzten absteigen und wurden für die kommende Spielzeit durch die Gruppensieger der drei zweitklassigen Spielstaffeln ersetzt.
Als Neuerung war zu dieser Saison eine sich anschließende Play-off-Runde eingeführt worden, in der die Frauschaften auf den Rängen eins bis vier den endgültigen Titelgewinner ermittelten. Diese „Meisterrunde“, in Frankreich als Poule des as („Gruppe der Asse“) bezeichnet, bestand aus nur je einer Begegnung jedes der teilnehmenden Teams gegen jedes andere. Die Punkte aus der ersten Phase wurden nicht mitgenommen, lediglich die dort Erst- und Zweitplatzierten erhielten zwei beziehungsweise einen Bonuspunkt, und diese beiden Mannschaften hatten in der Meisterrunde auch je zwei Heimspiele, die Dritt- und Viertplatzierten hingegen nur je eines.

## Phase 1: Ergebnisse, Tabelle und Saisonverlauf
|                        | SC CSC | FCF Juv | ESO LaR | FC Lyo | Ent M-C | US Orl | Sta Qui | FF StB | FC FSC | Oly StM | ASJ Soy | OAC Tou |
| SC Caluire Saint-Clair |        | 3:6     | 0:0     | 4:2    | 2:3     | 4:4    | 2:3     | 1:8    | 5:5    | 3:1     | 1:4     | 2:4     |
| FCF Juvisy             | 5:1    |         | 5:2     | 1:0    | 7:0     | 5:0    | 2:1     | 7:1    | 4:1    | 5:0     | 3:0     | 2:3     |
| ESOF La Roche          | 3:1    | 0:0     |         | 2:0    | 3:1     | 7:1    | 2:4     | 2:1    | 8:0    | 4:0     | 0:0     | 1:4     |
| FC Lyon                | 2:1    | 0:4     | 2:0     |        | 3:2     | 1:0    | 0:0     | 3:2    | 7:0    | 1:1     | 2:0     | 1:5     |
| Entente Montp. Le Crès | 2:2    | 1:3     | 2:1     | 0:2    |         | 0:2    | 1:4     | 0:2    | 6:0    | 3:1     | 1:0     | 0:4     |
| US Orléans             | 0:1    | 0:2     | 0:5     | 1:4    | 0:1     |        | 1:3     | 1:4    | 2:3    | 2:2     | 0:5     | 0:5     |
| Stade Quimper          | 1:1    | 0:1     | 0:5     | 1:3    | 3:1     | 4:0    |         | 1:7    | 1:1    | 0:3     | 2:2     | 0:2     |
| Saint-Brieuc FF        | 4:4    | 1:1     | 1:4     | 1:4    | 4:3     | 3:1    | 4:0     |        | 8:1    | 4:1     | 6:1     | 0:3     |
| FC Félines Saint-Cyr   | 1:1    | 2:3     | 1:4     | 0:2    | 1:2     | 1:0    | 1:1     | 1:6    |        | 1:5     | 0:3     | 0:7     |
| Olympique Saint-Memmie | 1:1    | 1:3     | 2:1     | 0:1    | 3:1     | 5:0    | 0:1     | 2:2    | 2:0    |         | 0:0     | 3:5     |
| ASJ Soyaux             | 9:2    | 1:1     | 0:1     | 1:3    | 0:2     | 7:2    | 4:1     | 3:2    | 2:1    | 3:2     |         | 1:5     |
| Toulouse OAC           | 2:0    | 0:0     | 4:1     | 0:1    | 3:3     | 5:0    | 2:1     | 4:0    | 13:0   | 3:1     | 2:0     |         |

| Pl. | Frauschaft                  | Sp | G  | U | V  | Tore  | Diff. | Pkte. |
| --- | --------------------------- | -- | -- | - | -- | ----- | ----- | ----- |
| 1.  | Toulouse OAC (M)            | 22 | 19 | 2 | 1  | 85:17 |       | 81    |
| 2.  | Juvisy FCF                  | 22 | 17 | 4 | 1  | 70:18 |       | 77    |
| 3.  | FC Lyon                     | 22 | 15 | 2 | 5  | 44:26 |       | 69    |
| 4.  | ESOF La Roche               | 22 | 12 | 3 | 7  | 56:29 |       | 61    |
| 5.  | Saint-Brieuc FF             | 22 | 11 | 3 | 8  | 71:48 |       | 58    |
| 6.  | ASJ Soyaux                  | 22 | 9  | 4 | 9  | 46:39 |       | 53    |
| 7.  | Stade Quimper (N)           | 22 | 7  | 5 | 10 | 32:45 | −13 a | 48    |
| 8.  | Entente Montpellier Le Crès | 22 | 8  | 2 | 12 | 35:50 | −15 a | 48    |
| 9.  | Olympique Saint-Memmie (N)  | 22 | 6  | 5 | 11 | 36:44 |       | 45    |
| 10. | SC Caluire Saint-Clair      | 22 | 3  | 8 | 11 | 42:70 |       | 39    |
| 11. | FC Félines Saint-Cyr (N)    | 22 | 2  | 4 | 16 | 21:92 |       | 32    |
| 12. | US Orléans                  | 22 | 1  | 2 | 19 | 17:77 |       | 27    |

Die beiden Spitzenfrauschaften aus Toulouse und Juvisy blieben auswärts ungeschlagen; ihre jeweils einzige Saisonniederlage mussten sie (gegen Lyon beziehungsweise gegen den TOAC) vor heimischem Publikum hinnehmen und hatten sich frühzeitig von der Konkurrenz absetzen können, die faktisch ohnedies lediglich aus dem FC Lyon bestand.
Zwei der drei Liganeulinge schlossen die Tabelle im Mittelfeld ab, wobei die „Fahrstuhlteam“ von Stade Quimper sich diesmal mit fünf Siegen und zwei Remis auf gegnerischen Plätzen als relativ auswärtsstark entpuppte. Besonders torreich – im Mittel mehr als fünf Treffer pro Partie – ging es in den Spielen der anderen Elf aus der Bretagne zu: Saint-Brieucs Offensive um die torgefährliche Nationalspielerin Françoise Jézéquel blieb lediglich in den beiden Spielen gegen Toulouse erfolglos.
Im Abstiegskampf traf es neben dem Schlusslicht US Orléans (ohne Heimsieg) zwei Vereine mit sehr unterschiedlicher Ligageschichte. Während Caluire bereits bei der ersten Landesmeisterschaft ein Vierteljahrhundert zuvor die nationale Endrunde erreicht hatte, war dies für die „Dorfmannschaft“ aus Félines in der Ardèche die erste und bis in die 2010er Jahre einzige Teilnahme in Frankreichs höchster Spielklasse. Diese drei Absteiger wurden zur folgenden Spielzeit durch die erfolgreichsten Zweitligisten ersetzt, nämlich Celtic Marseille, die Entente Sportive Cormelles-le-Royal aus der Normandie und die Elsässerinnen des SC Schiltigheim.

## Meisterrunde
|               | FCF Juv | ESO LaR | FC Lyo | OAC Tou |
| Juvisy FCF    |         | 2:3     | 6:2    | :       |
| ESOF La Roche | :       |         | :      | 0:3     |
| FC Lyon       | :       | 1:5     |        | :       |
| Toulouse OAC  | 0:1     | :       | 4:0    |         |

| Pl. | Frauschaft    | Sp | G | U | V | Tore | Diff. | Bonus | Pkte. |
| --- | ------------- | -- | - | - | - | ---- | ----- | ----- | ----- |
| 1.  | Toulouse OAC  | 3  | 2 | 0 | 1 | 7:01 |       | 2     | 11    |
| 2.  | Juvisy FCF    | 3  | 2 | 0 | 1 | 9:05 |       | 1     | 10    |
| 3.  | ESOF La Roche | 3  | 2 | 0 | 1 | 8:06 |       | 0     | 09    |
| 4.  | FC Lyon       | 3  | 0 | 0 | 3 | 3:15 |       | 0     | 03    |

Am letzten der drei Spieltage der Meisterrunde kam es in La Roche-sur-Yon zu einem echten Endspiel. Die Ausgangslage vor dem Spiel sah ESOF La Roche – das in der ersten Meisterschaftsphase nur auf Rang vier platziert war – mit acht Punkten im Vorteil, während die Gäste aus Toulouse inklusive Bonus erst sieben aufwiesen. Bereits ein Unentschieden hätte also für die Gastgeberinnen, die schon im Vorjahr nur Vizemeister geworden waren, zum ersten Titelgewinn der Vereinsgeschichte genügt, weil sie mit dann zehn Zählern mit Juvisy punktgleich gewesen wären und den direkten Vergleich gegen diese bereits für sich entschieden hatten. Die Titelverteidigerinnen von TOAC setzten sich in dieser entscheidenden Begegnung dann aber, wie schon in beiden Aufeinandertreffen während der ersten Saisonphase, souverän durch.

## Die Spielerinnen des Meisters
Trainer Jean-Pierre Bonnet hatte folgende Spielerinnen in seinem Aufgebot:
- Tor: Laëtitia Frasca, Céline Marty, Géraldine Marty
- Abwehr: Natacha Burg, Marie-Laure Chaume, Marie Cizac, Dominique Geminiano, Cendrine Juhel, Magalie Luscan, Aurélie Samptiaux, Myriam Saïdi, Sabrina Viguier
- Mittelfeld: Gaëlle Blouin, Céline Bonnet, Emmanuelle Dalpos, Marie-Ange Kramo, Marie-Joëlle Kramo, Karine Pavailler, Emmanuelle Royer, Céline Suc, Élodie Woock
- Angriff: Caroline Bouscatel, Mélanie Briche, Christelle Caillard, Sandrine Rouquet, Anne Zenoni